# ألين دير
ألين دير (بالإنجليزية: Allen Derr)‏ هو محامي أمريكي، ولد في 5 أبريل 1928، وتوفي في 10 يونيو 2013.